# Meitianhu (köpinghuvudort i Kina, Hunan Sheng, lat 29,52, long 112,36)
Meitianhu (kinesiska: 梅田湖, 梅田湖镇) är en köpinghuvudort i Kina. Den ligger i provinsen Hunan, i den södra delen av landet, omkring 160 kilometer norr om provinshuvudstaden Changsha. Antalet invånare är 17 839. Befolkningen består av 8 695 kvinnor och 9 144 män. Barn under 15 år utgör 12,0 %, vuxna 15-64 år 75 %, och äldre över 65 år 12,0 %.
Runt Meitianhu är det tätbefolkat, med 459 invånare per kvadratkilometer. Närmaste större samhälle är Huarong Chengguanzhen, 18,0 km öster om Meitianhu. Trakten runt Meitianhu består till största delen av jordbruksmark.
Genomsnittlig årsnederbörd är 1 693 millimeter. Den regnigaste månaden är maj, med i genomsnitt 281 mm nederbörd, och den torraste är december, med 34 mm nederbörd.